# Manuel Antonio Romay
Manuel Antonio Romay Kirazópulos (Uruguay, 7 de octubre de 1945 - Uruguay, 9 de agosto de 1999) fue un arquitecto y político uruguayo, quien se desempeñó como presidente de Obras Sanitarias del Estado (OSE) entre 1990 y 1993 y como ministro de Vivienda, Ordenamiento Territorial y Medio Ambiente en 1993-1995.

## Primeros años
Nació el 7 de octubre de 1945.
Cursó estudios en la Facultad de Arquitectura de la Universidad de la República, donde obtuvo el título de Arquitecto. Se desempeñó como asistente en la cátedra de Matemáticas superiores de dicha facultad.
Cumplió funciones en el entonces Consejo Nacional de Educación de la Administración Nacional de Educación Pública como arquitecto jefe del Departamento de Arquitectura.
Trabajó asimismo profesionalmente en la actividad privada, como socio en empresas dedicadas a la construcción.

## Cargos en Intendencias de Montevideo, San José y Maldonado
En noviembre de 1983 fue designado director del Departamento de Planeamiento Urbano y Cultural de la Intendencia de Montevideo por el nuevo Intendente Juan Carlos Payssé.
Se desempeñó también como asesor de la Intendencia de San José.
A partir de marzo de 1995, tras cesar como ministro, fue nombrado director general de Urbanismo de la Intendencia de Maldonado dirigida por Domingo Burgueño.

## Presidente de OSE
El 6 de setiembre de 1990, previa venia otorgada por la Cámara de Senadores, fue nombrado por el nuevo gobierno de Luis Alberto Lacalle como presidente del Directorio de las Obras Sanitarias del Estado (OSE).
Ocupó la presidencia de dicho ente autónomo durante algo más de dos años, hasta su nombramiento como ministro, siendo sucedido por Alfredo Bianchi.

## Ministro de Vivienda, Ordenamiento Territorial y Medio Ambiente
El 4 de enero de 1993 el presidente Lacalle lo designó como nuevo ministro de Vivienda, Ordenamiento Territorial y Medio Ambiente,sucediendo a José María Mieres Muró. 
Acompañado por Julio César Baliño en la subsecretaría -quien ya la ocupaba en el período de Mieres Muró y fue ratificado por Romay-, desempeñó el cargo durante poco más de dos años, hasta la finalización del período presidencial de Lacalle. 
Al asumir Julio María Sanguinetti su segundo mandato como presidente en marzo de 1995, nombró a Juan Chiruchi como nuevo ministro de la cartera que ocupaba hasta entonces Romay.

## Vida personal y fallecimiento
Era hijo de Manuel Romay Pereira y de Elena Kirazópulos Gil, quienes se casaran en 1934.
Contrajo matrimonio en 1967 con Graziella Prevosti,con quien tuvo dos hijas, Natalia y Carola Romay Prevosti. 
Manuel Antonio Romay falleció el 9 de agosto de 1999, a los 53 años de edad. El gobierno de Sanguinetti dispuso se le tributaran honores fúnebres a sus restos.